# Halvblod
För artikeln om begreppet halvblod inom travsport se halvblodshäst
Halvblod är en svensk dramafilm från 1914 i regi av Victor Sjöström. 

## Handling
Två män tävlar om en Mariannes gunst, men hon är bara intresserad av den ene av dem, som blir utmanad på duell av den andre. Samtidigt får han veta att han ruinerats på grund av en konkurs och tvingas lämna landet och lämna kvinnan som älskar honom. I det nya landet träffar han en kvinna som förälskar sig i honom, han avvisar henne först med tanke på Marianne, men till slut besvarar han ändå hennes kärlek.
Samtidigt har Marianne gett upp för den andres uppvaktning och lovat att gifta sig med honom. När hon får ett brev från den hon egentligen älskar bryter hon det nya förhållandet och reser efter sin älskade. När hon kommer fram inleds en tid med stridiga känslor och svartsjuka.

## Om filmen
Filmen premiärvisades 5 november 1913 vid Verdensspeilet i Kristiania Norge. Inspelningen av filmen skedde vid Svenska Biografteaterns ateljé på Lidingö med några scener från olika skogsområden på Lidingö av Henrik Jaenzon. 
För Karin Molander och den norske skådespelaren Gunnar Tolnæs uppges denna film ha varit deras debut som filmskådespelare.  
Filmen finns ej bevarad. Negativet förstördes vid kassemattbranden i Vinterviken 1941, där en stor del av Svenska Bios/Svensk Filmindustris filmer brann upp.

## Roller i urval
- Gunnar Tolnæs – Ryttmästare von Stahl
- Greta Pfeil – Soledad, halvblod
- Karin Molander – Marianne Rizetski
- John Ekman – Ribera
- William Larsson – von Wüler, baron
- Georg Grönroos – Krogvärd
- Eric Lindholm – Betjänt
- Alfred Andersson
- Victor Arfvidson
- Stina Berg
- Erik A. Petschler
- Alice Sandels
- Hugo Tranberg